# بيترس مانشيني
بيترس مانشيني (بالإيطالية: Beatrice Mancini)‏ هي ممثلة إيطالية، ولدت في 7 نوفمبر 1917 بروما في إيطاليا، وتوفيت بنفس المكان في 1 مارس 1987.

## وصلات خارجية
- بيترس مانشيني على موقع IMDb (الإنجليزية)
- بيترس مانشيني على موقع كينوبويسك (الروسية)